# 陳清汾
陳清汾（1910年4月21日—1987年2月20日），臺灣近代西洋畫家，出生於臺北大稻埕，日治時期茶葉商人「錦記茶行」陳天來的四子。臺灣最早赴法國學畫的畫家，臺陽美術協會創辦人之一。

## 生平
陳清汾1910年出生於臺北大稻埕。父親陳天來為日治時期茶業大亨，1891年創辦「錦記茶行」，以包種茶、烏龍茶為主要行銷至南洋印尼、滿州等地，1923年投資臺北蓬萊閣酒家，1935年興建大稻埕的永樂座劇場和第一劇場二大劇院，也曾擔任茶商公會會長、臺北州協議會員。大哥清素、二哥清秀、三哥清波（1905-1945），姊姊陳寶釵與臺灣第一位女畫家陳進是臺北第三高等女學校（今臺北市立中山女子高級中學）的同學，1928年嫁給新竹大地主「周益記」的周益敏。清汾排行四子，沒有繼承家業的壓力，故可以隨著自己的喜愛走上習藝之路。
1925年太平公學校畢業後赴日，報載先至京都、關西美術院學習，後轉入東京日本美術學校，畢業後經李延禧介紹師事「二科會」發起人之一有島生馬。1928年有島生馬帶著二位女兒赴法國巴黎學習音樂，陳清汾亦跟隨前往遊學接受藝術新潮的洗禮。行前接受有島生馬建議在臺北博物館舉辦個人畫展，展出在日學習作品30餘件，同時有島生馬也展出4件予以聲援。這個展覽的開辦也因陳天來豐沛的人脈，由倉岡彥助、石川欽一郎、河川徹、辜顯榮、林熊徵、吳昌才等人發起。陳清汾也不負眾人期望，抵達巴黎就以18歲弱冠之姿提出2件作品入選二科展覽會，秋天亦出品4件作品參加秋季沙龍展，其中25號油畫作品〈悲村〉入選，是臺灣人入選法國沙龍展最年少者。
陳清汾旅法期間亦關心臺灣藝壇的動態，參與1929年由陳植棋主導的「赤島社」，並出品在臺北博物館舉辦的第一回洋畫展，同時展出的還包括陳澄波、陳植棋、楊佐三郎、張秋海、廖繼春等人作品。同年以〈公園一隅〉再度入選第十六回二科展，1930年被推薦為獨立（アンデパンダン，independent）會員，9月以〈春朝之光〉作品與劉啟祥雙雙入選第十七回二科展。同年也再度入選法國沙龍展。1931年以〈巴黎屋頂〉等二件作品入選第十八回二科展。1931年才22歲的陳清汾學成返國，遊學期間連續入選二科展與法國沙龍展計7次，1受到臺灣各界相當的矚目，譽為天分豐沛的畫家。返國後隔年1月在總督府舊廳舍舉辦「滯歐作品展覽會」，展出60件學習成果，有島生馬也特別搭乘瑞穗丸前來觀賞指導，對畫作的看法點評也發表在《臺灣日日新報》連載兩天，可見對陳清汾的重視與期待。陳清汾在巴黎近5年的求學生涯，生活亦顯多采多姿，將其所見所感集結成5篇短文—〈巴里管見〉，發表於1931年底的《臺灣日日新報》。
返回家鄉的陳清汾更積極參與藝壇的美術活動，自1933年至1944年，出品第七回至第十回臺灣美術展覽會（簡稱臺展），以及第一回至第六回府展，作品且獲得「特選．臺展賞」、「特選．朝日賞」或「推薦」等好成績。1934年更與陳澄波、廖繼春、顏水龍、李梅樹、顏水龍、李石樵及日籍畫家立石鐵臣共同創立「臺陽美術協會」，希望能「拓荒播種，使新進的畫家能有自由發表作品的機會」，也有別於臺灣美術展覽會另闢發表場域。
1939年5月恩師有島生馬的媒妁與田中不二子結婚，更名為田中清汾，他另有一妻為王香禪之外甥王淑儀。同時也繼二位哥哥之後被父親賦予開發印尼三寶瓏等地茶葉事業的任務。於1941年擔任田中富士鋼業代表取締役。戰後，熱愛藝術的他持續發表油畫創作，並在1946-1973年間擔任第一屆至第二十七屆臺灣省全省美術展覽會（簡稱省展）西畫部的審查委員，每年都提出1-3張的作品。但隨著至親與兄長相繼離世後，家族事業重擔轉嫁其身上時，也只得放棄繪畫從商，1956年起肩負「錦記茶行」事業，並先後擔任眾多職務，包括1949-1953年期間曾被網羅擔任臺灣省府委員，卸任全力推展臺灣茶業生產與外銷事業，歷任臺灣省茶葉商業同業公會理事長、臺灣區茶葉輸出同業公會理事長、第一劇場及永樂戲院董事長、臺灣省農林公司董事、臺碱董事、錦益茶行董事長、華南銀行董事、臺北市銀董事、臺北市體育協會理事長、泰北中學董事長等職。著有《萬里孤行》（環球見聞錄），是陳清汾在1952年以考察茶葉外銷事業之際遊歷世界各國的散文集，書中亦包含旅途中所見人物、風景大量的速寫。1987年2月20日病逝於臺北，享年75歲。

## 獲獎
- 1927年，日本美術學校金賞。 1928年，〈凱旋門〉、〈河畔之柳〉入選二科會。  1928年，〈悲村〉入選巴黎沙龍藝術展。  1929年，〈公園一隅〉入選第十六回二科展。  1930年，〈春朝之光〉入選第十七回二科展。  1931年，〈巴里屋頂〉等二件作品入選第十八回二科展。  1933年，〈蔬菜靜物〉與〈巴里的屋頂〉入選第七回臺展、〈茶園〉第七回臺展特選．臺展賞。  1934年，〈沒有天空的風景〉第八回臺展特選．朝日賞。  1935年，〈林本源庭園〉第九回臺展特選。  1936年，〈某婦人像〉與〈牧童歸村〉第十回臺展推薦。  1938年，〈九段坂風景〉第一回府展無鑑查。  1939年，〈輕井澤之池〉第二回府展特選．推薦。  1940年，〈綠蔭〉入選第三回府展。  1941年，〈北京好日〉入選第四回府展。  1942年，〈支那婦人〉第五回府展推薦。  1943年，〈拂曉上海〉第六’回府展推薦。

## 外部連結
- 名單之後：臺府展史料庫 （页面存档备份，存于）